# Deutsche Botschaft Washington

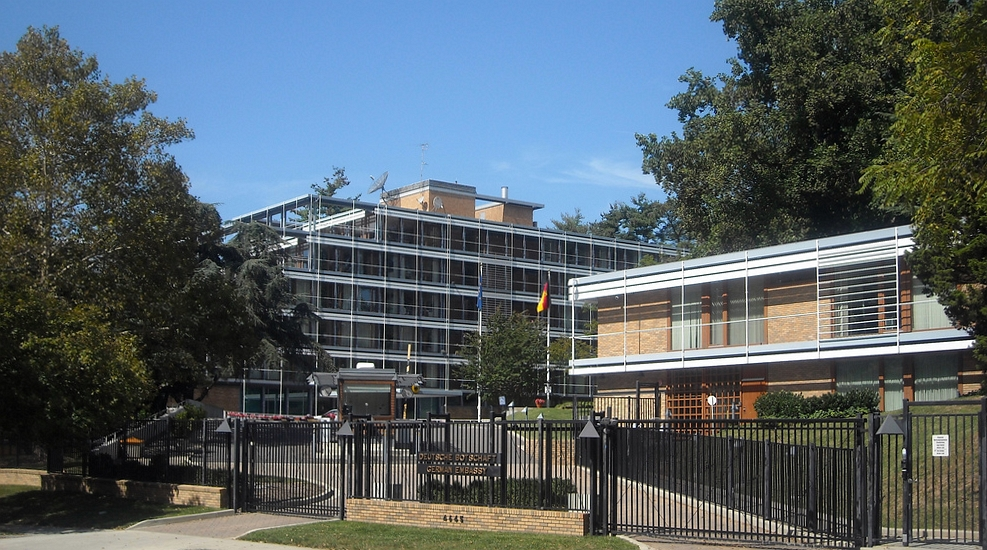
Deutsche Botschaft in der Reservoir Road

Die Deutsche Botschaft Washington ist die diplomatische Vertretung Deutschlands in den Vereinigten Staaten. Seit 2025 leitet Jens Hanefeld als außerordentlicher und bevollmächtigter Botschafter die Botschaft.

## Lage und Gebäude
Das Kanzleigebäude der Deutschen Botschaft befindet sich nordwestlich des Stadtzentrums von Washington, D.C. im Stadtteil Foxhall Village. Die Straßenadresse lautet:  4645 Reservoir Road NW, Washington, D.C. 20007. Die Botschaft ist gut 5 km vom Weißen Haus und vom Außenministerium (Department of State) entfernt.
Das Kanzleigebäude der Botschaft wurde in den Jahren 1962 bis 1964 nach einem Entwurf von Egon Eiermann gebaut. Es handelt sich um den einzigen Bau dieses Architekten außerhalb von Deutschland. Im Zeitraum 2010 bis 2014 wurde das Gebäude renoviert; unter anderem wurden energetische Sanierungsmaßnahmen vorgenommen, die etwa das Anbringen einer Solaranlage, eine Modernisierung der Hausklimatisierung sowie den Einbau eines LED-Beleuchtungssystems beinhalteten. Künstlerisch wurde die Kanzlei mit einer Marmorplastik von Karl Hartung, Fritz Koenigs „Großen gerahmten Figuren“, der Bronzeplastik von Erich Fritz Reuter: „Karl Schurz“, einem Ölgemälde von Georg Muche sowie Wandbildern von Hans Kuhn ausgestattet.

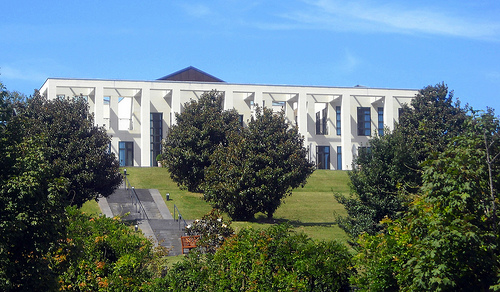
Residenz des deutschen Botschafters

1994 wurde in direkter Nachbarschaft des Kanzleigebäudes die von Oswald Mathias Ungers gestaltete Residenz des Botschafters fertiggestellt. Hier wurden folgende Kunstwerke zur Verfügung gestellt:
- Markus Lüpertz: „Parsifal“ (Bilderfries aus Holzschnitt auf Leinwand)
- Gerhard Merz: Wandbilder
- Rosemarie Trockel: Deckengemälde und Bodenteppich, Mokka‐Service
- Christa Näher: „Die vier Elemente“ (Ölgemälde)
- Simon Ungers: Paravent

## Aufgaben und Organisation
Die Botschaft Washington hat den Auftrag, die bilateralen Beziehungen zum Gastland Vereinigte Staaten zu pflegen, die deutschen Interessen gegenüber der amerikanischen Regierung zu vertreten und die Bundesregierung über Entwicklungen im Gastland zu unterrichten. Der Bedeutung entsprechend ist die Leiterstelle in der Besoldungsgruppe B 9 der Bundesbesoldungsordnung eingestuft.
Die Botschaft gliedert sich in Abteilungen und Referate.
- Politische Abteilung mit den Referaten für Innen- und Außenpolitik sowie Protokoll,
- Wirtschaftsabteilung mit den Referaten für Wissenschaft, Arbeit und Soziales, Finanzen und Steuern, Landwirtschaft sowie Verkehr,
- Pressereferat,
- Kulturreferat,
- Militärattachéstab,[6]
- Referat für Rechts- und Konsularwesen (Amtsbezirk District of Columbia, Staaten Delaware, Maryland, Virginia und West Virginia).

Der Bundesnachrichtendienst (BND) unterhält eine Residentur in der Botschaft. Das FBI observierte zeitweise die Mitarbeiter des BND in der Botschaft, um zu ermitteln, ob der Dienst ohne Wissen von US-Behörden Agenten auf amerikanischem Boden führt.
Als Außenstelle der Botschaft besteht ein Deutsches Informationszentrum in New York.
Der Leiter der Vertretung ist zugleich Beobachter bei der Organisation Amerikanischer Staaten (OAS).

### Nachgeordnete konsularische Vertretungen
Generalkonsulate in Atlanta, Boston, Chicago, Houston, Los Angeles, Miami, New York und San Francisco unterstützen die Botschaft bei ihrer Aufgabenerfüllung. Ferner ist in der Regel in jedem Bundesstaat der USA ein deutscher Honorarkonsul bestellt und ansässig.

## Geschichte

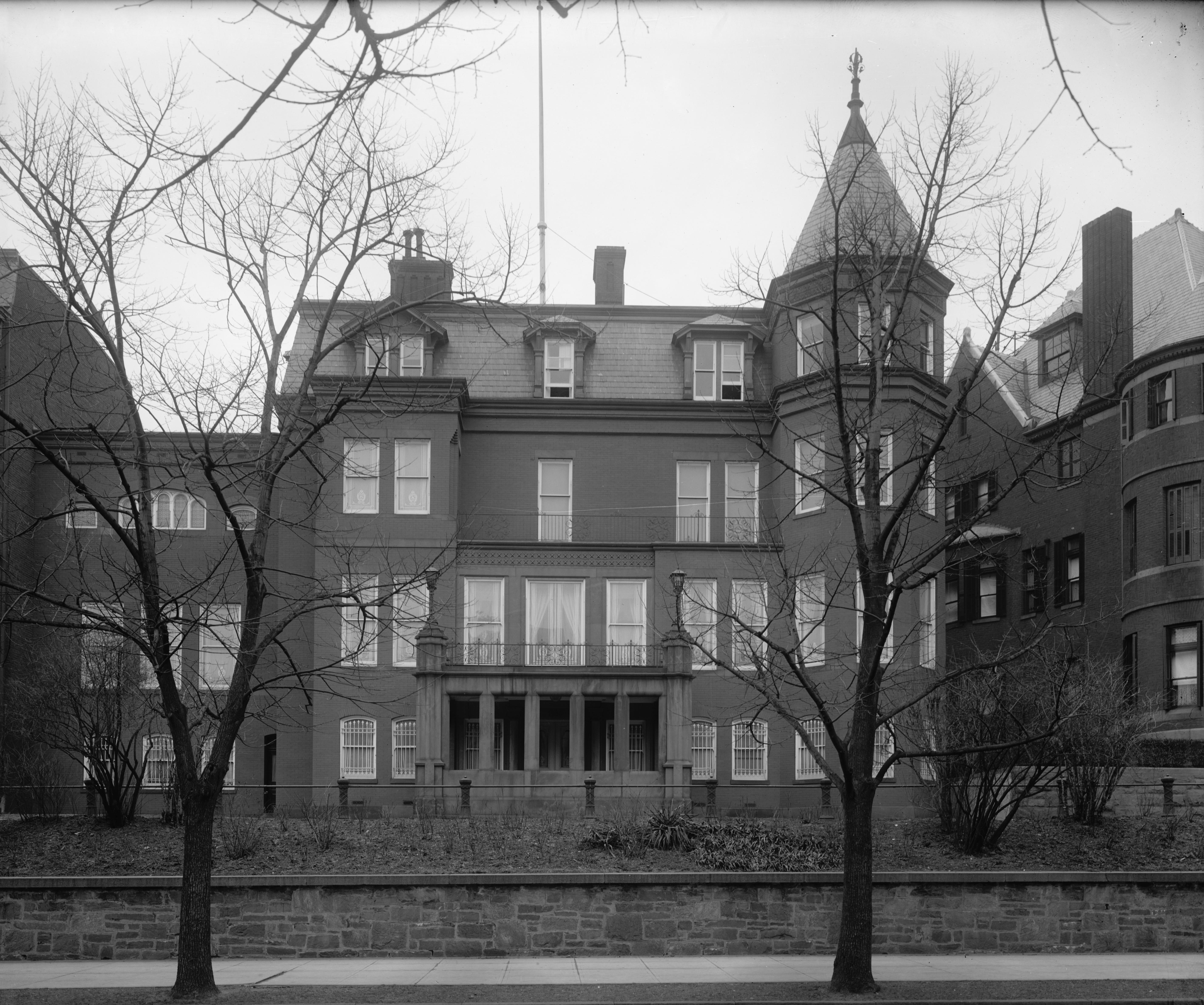
Ehemaliges deutsches Botschaftsgebäude

Einer der ersten Schritte in den offiziellen deutsch-amerikanischen Beziehungen war ein Handelsabkommen von 1785 zwischen Preußen und den Vereinigten Staaten. Im Jahr 1817 wurde Friedrich Greuhm als erster preußischer Diplomat entsandt. Er ist der einzige deutsche Botschafter, der in den Vereinigten Staaten (USA) beerdigt ist. 1848 waren die USA der alleinige ausländische Staat, der die Ergebnisse der Frankfurter Nationalversammlung anerkannte. Nach der Reichsgründung 1871 nahm das Deutsche Reich diplomatische Beziehungen mit den USA auf. Das Botschaftsgebäude befand sich zu diesem Zeitpunkt an der Massachusetts Avenue zwischen der 14. und 15. Straße. Um 1913 wurde ein Architektenwettbewerb für einen Neubau veranstaltet, der offenbar nicht verwirklicht werden konnte (Weltkriegsbeginn).

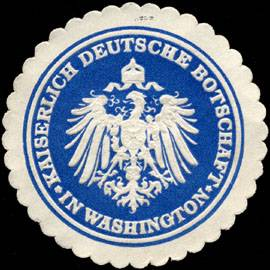
Siegelmarke Kaiserlich Deutsche Botschaft in Washington

Im Weiteren beteiligten sich die Botschaftsvertreter am heutigen Busch-Reisinger Museum der Harvard University. Daneben gab es einen Austausch im wissenschaftlichen und militärischen Bereich. So besuchten etwa amerikanische Offiziere deutsche Militärakademien. Mit dem Beginn des Ersten Weltkrieges verschlechterten sich die Beziehungen. Der uneingeschränkte U-Boot-Krieg und ein Bündnisangebot an Mexiko (Zimmermann-Depesche) führten schließlich zur Kriegserklärung der USA an das Deutsche Reich.
Die Wiederaufnahme diplomatischer Beziehungen erfolgte 1921 mit der Entsendung von Karl Lang als Geschäftsträger. Mit dem Deutsch-amerikanischen Abkommen vom 10. August 1922 entsandte die Weimarer Republik mit Otto Wiedfeldt auch wieder einen regulären Botschafter nach Washington. Nach einer Phase der Normalisierung führte die Machtübernahme der Nationalsozialisten erneut zu einer Verschlechterung des Verhältnisses. Als Reaktion auf die Ereignisse der Reichspogromnacht im November 1938 zogen die USA ihren Botschafter aus Berlin ab, worauf auch der deutsche Botschafter zurückgerufen wurde. Mit der Versenkung von alliierten Handelsschiffen im Atlantik durch deutsche U-Boote und deren Geleitschutz durch die US-Marine gab es bereits vor der Kriegserklärung an die USA 1941 militärische Konfrontationen. Der Eintritt in den Zweiten Weltkrieg führte schließlich zum Abbruch der diplomatischen Beziehungen.
1949 wurde aus den drei westlichen Besatzungszonen die Bundesrepublik gegründet, die im Jahr darauf neue diplomatische Beziehungen mit den Vereinigten Staaten aufnahm. Am 2. Juli 1951 wurde eine sogenannte „Diplomatische Vertretung“ eingerichtet, die am 6. Mai 1955 in eine Botschaft umgewandelt wurde.